# Жаба могила
Жаба могила1 е тракийска могила край град Стрелча, България, проучена от експедиция „ЕПОС“ с ръководител д-р Георги Китов. Гробницата се датира от V – IV век пр.н.е. и вероятно в нея е бил погребан тракийски цар от племето Одриси. Гробничното съоръжение е едно от най-големите на територията на България. Местното население я нарича Жаба могила, защото в близост до нея се намира блатиста локва, в която живеят жаби.

## Проучване
Районът на град Стрелча е бил известен от миналото с наличието на голям брой надгробни тракийски могили. Жаба могила е една от най-големите. В северозападния край на насипа е открита и каменна плоча със силно изтрито изображение на лъв. През 1976 г. Градският съвет в Стрелча осигурява средства за археологически проучвания в района като първо място сред обектите заема Жаба могила. За тази цел Археологическия институт с музей при БАН и Научния експедиционен клуб ЮНЕСКО организират експедиция с името „ЕПОС“ (Експедиция за Проучване Околностите на град Стрелча). Ръководител е д-р Георги Китов, участват Даниела Агре и геофизикът Иван Джаков. За период от три години участниците в нея разкопават 36 могили в района и откриват важни сведения за живелите в района траки. При проучването на гробницата са използвани съвременни за времето си методи като протонен магнитометър и електронен детектор. Те позволяват да се ситуират петна на аномалия и фиксират места на очаквани материали и съоръжения. На 28 юли 1976 г. при един от сондажите в югоизточната част на могилата е открит голям обърнат с дъното нагоре глинен съд и скелет на кон. Гробницата е била ограбена още в миналото вероятно скоро след като могилата и гробницата били занемарени, а охраната снета. Грабителите са проникнали през източната половина на фасадата

## Описание
Жаба могила се нарежда сред едни от най-големите тракийски могили в България. Висока е над 20 m, а диаметърът ѝ е 80 - 90 m. При проучването на насипа е установено, че на върха е съществувала неголяма сграда. За наличието ѝ се съди по откритите фрагменти от фигури на овни. Вероятно това е било светилище. Фрагментите от питоси и битови съдове говорят, че сградата е служела и за жилище на жреците.
Магнитометричната апаратура установява странен ред от аномалии в пръстен около могилата. Археологическата проверка доказва наличието на берма около периферията с ширина около 3 метра. Засипана е от дребни камъни с пласт от 1,50 m. Бермът е служел за дренаж на района около могилата, предпазвал е насипа от свличане и е маркирал очертанията му. Вън от берма е бил изкопан ров с ширина около 15 метра и неустановена дълбочина. През по-голяма част от годината ровът е бил пълен с вода.
От фасадата са запазени шест реда с обща височина 2,40 m. Върху най-горния от тях си личат легла от скоби. Това показва, че лицевата стена е била по-висока. Входът към първата камера е 1,67 m, очертан от три каменни блока. Последните са покрити с моделирани орнаменти – перлов низ, йонийска и лесбийска кима, пояс от силно геометризирани бръшлянови вейки, палмети и други. Вероятно от фасадата са били и откритите два каменни акротерия с релефни растителни и човешки изображения. Първата камера е изградена от рядко срещан тип на градеж в Тракия - правоъгълна със стъпаловидно покритие. Този начин на покритие се нарича „Фалшив купол“. При втората камера закупуляването е характерно за траките. То започва от втория ред след основата и е запазено на височина до 2,50 m. Диаметърът на куполната камера е 4,60 m. Това я нарежда на трето място след такива открити в Лозенград, Турция и Малко Белово, в Област Пазарджик.
В първата камера са открити четириколка колесница и скелети на два коня впрегнати в нея, над 50 сребърни апликации по тях, собственост на погребания аристократ. Трети кон е открит пред останалите два само сюзда. Богатството на извършеното погребение и градежът на гробницата предполагат, че това е цар управлявал местното тракийско племе беси.
Входът е бил залостен от каменна плоча. Тя напомняла на дървена врата с моделирани по повърхността и релефни пъпки, имитиращи железни гвоздеи. Поради това, че гробницата е ограбена още в дълбока древност освен предмети с частична украса са открити и незначителни късове от червенофигурни старогръцки и различни по качество местни съдове, предмети от алабастър и стъкло. При разкриването на гробната камера са открити и глинени съдове от неолита и енеолита. От дребните предмети останали незабелязани от вандалите е останала и позлатена главичка на лъв, животински и човешки фигурки, амулети, девет големи съда обърнати с устията надолу.

## Галерия
- Вратата към гробницата
- Вътрешна врата
- Зидария на тавана